# 北村喜八

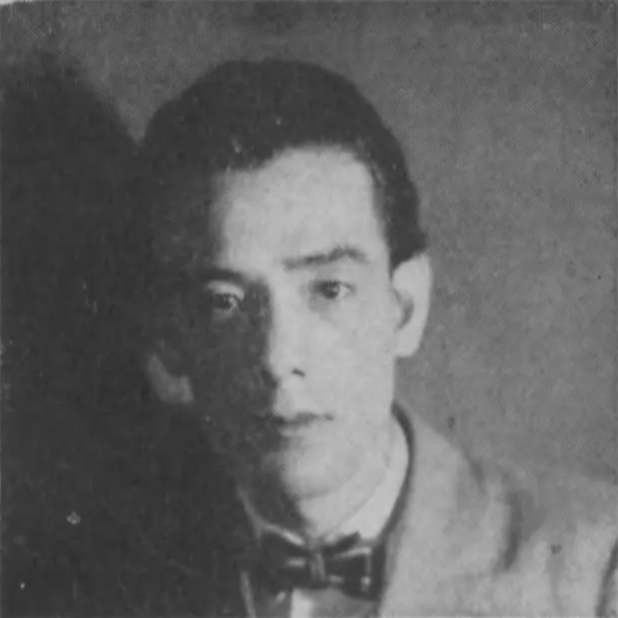
北村喜八

北村 喜八（きたむら きはち、1898年11月17日 - 1960年12月27日）は、日本の演出家、劇作家、翻訳家。

## 略歴
石川県出身。東京帝国大学英文科卒。
1924年（大正13年）、築地小劇場に参加する。1937年（昭和12年）、村瀬と芸術小劇場を結成し主宰する。
第二次世界大戦後は新劇で活動。1950年（昭和25年）8月18日、阿部知二とともに第22回国際ペンクラブ大会に戦後始めて代表として出席。1951年（昭和26年）、国際演劇協会日本センター初代理事長となる。
ドイツ・英米演劇を翻訳した。
妻は女優の村瀬幸子。

## 著書
- 『こころの歌 歌集』（血櫧社） 1920
- 『表現主義の戯曲』（新詩壇社、芸術研究叢書） 1924
- 『新しい演劇へ』（原始社） 1926
- 『美しき家族』（文園社） 1942
- 『演出入門』（霞ケ関書房） 1946
- 『西洋演劇史概説』（白鯨書房） 1948
- 『ヨーロッパ演劇巡礼』（日本教文社） 1951
- 『戯曲作法』（同和春秋社、文芸教室 作り方編） 1955

## 共編
- 『海外名作戯曲鑑賞読本 巻1(古典上篇)3』（小山内薫共編、新詩壇社） 1926 - 1927
- 『世界戯曲舞台写真集』（世紀社） 1931

## 翻訳
- 『生と死の戯曲 表現派劇二曲』（桜田常久共訳、中央美術社） 1923
- 『独逸男ヒンケマン』（エルンスト・トルレル、新詩壇社） 1924
- 『朝から夜中まで / クラウデイウス』（ゲオルク・カイゼル、新潮社、泰西戯曲選集） 1924
- 『長い帰りの船路』（ユーヂン・オニイル、新潮社、海外文学新選） 1924
- 『みんな尤もだ 合唱的な幕合劇のある二幕或は三幕の喜劇』（ルイヂ・ピランデルロ、原始社） 1925
- 『虫の生活 昆虫喜劇』（チヤペク兄弟、原始社） 1925
- 『平和なき者』（ストリンドベルグ、原始社、原始社プレイレツト） 1926
- 『聖ジヨウン 戯曲的年代記』（シヨウ、原始社） 1926
- 『人生にひしがれて』（クヌウト・ハムスン、原始社） 1926
- 『横っ面をはられる彼』（レオニイド・アンドレエエフ、熊沢復六共訳、原姉社） 1926
- 「赤い粉砕機」「硝子の上靴」 / 「虫の生活」 /「マクロポウロス家の秘術」(モルナアル / チヤペク兄弟 / チヤペク、近代社、世界戯曲全集22(中欧篇)） 1927
- 『人と超人』（ショウ、新潮社、世界文学全集33） 1928
- 「銀の函」「脱走」（ゴオルズワアジ)、世界戯曲全集刊行会、世界戯曲全集7(英吉利篇5)） 1928
- 『マクドナウの妻』（グレゴリ夫人、世界戯曲全集刊行会、世界戯曲全集9(愛蘭篇)） 1928
- 「鯨」「地平線の彼方」「皇帝ジヨウンズ」「アンナ・クリステイ」「毛猿」「偉大な神ブラウン」 / 「自然の女」「二階の男」「地獄」 / 「何でもない事」 / 「郭公」(オニイル / シンクレア / グラスペル / マアクス、世界戯曲全集刊行会、世界戯曲全集10(亜米利加篇）） 1928
- 『ピムさん御通過』（ミルン)、世界戯曲全集刊行会、世界戯曲全集8(英吉利篇6） 1929
- 『緑の鸚鵡 / 山羊の唄 』（シュニッツレル / ヴェルフェル、世界戯曲全集刊行会、世界戯曲全集21(独墺篇11） 1929
- 『ロミオとジユリエツト』（シェイクスピア、世界戯曲全集刊行会、世界戯曲全集3(英吉利篇1） 1929
- 『ウオリン夫人の職業 / ブランコ・ボスネツトの暴露 / キヤンデイダ』（バーナード・ショー、世界戯曲全集刊行会、世界戯曲全集6(英国篇） 1929
- 『旅路の終り』（シェリフ、世界戯曲全集刊行会、世界戯曲全集5(英吉利篇3） 1930
- 『夜鳴る太鼓 / 一万二千』（ブレヒト / フランク、世界戯曲全集刊行会、世界戯曲全集19(独墺篇9) 1930
- 『モナ・リザの微笑』（ベナベンテ、世界戯曲全集刊行会、世界戯曲全集39(西班牙・猶太篇） 1930
- 「朝から夜中まで」「ガツツ」「クラウデイウス」「平行」(カイゼル、世界戯曲全集刊行会、世界戯曲全集17(独墺篇7） 1930
- 『十人十色』（ベン・ジヨンスン、世界戯曲全集刊行会、世界戯曲全集4(英吉利篇2) 1930
- 『現代の欧洲演劇 欧洲各国・ソヴイエト演劇見聞記』（ハリ・フラナガン、日日書房） 1931
- 『白い牙』（ジャック・ロンドン、新潮社、世界文学全集） 1931
- 『見世物』（ゴオルズワアジ、平凡社、新興文学全集11） 1928
- 『お蝶夫人』（ベラスコ、新潮社、新潮文庫） 1938
- 『あゝ荒野』（ユージン・オニール、文芸春秋社） 1948
- 『ピーター・パン / そら豆の煮えるまで』（J・M・バリー / ウォーカー、創元社、世界少年少女文学全集31） 1954
- 『オズの国』（フランク・バウム、創元社、世界少年少女文学全集50） 1956

## 参考
- 『新潮日本人名辞典』
- 『日本近代文学大辞典』講談社、1984
- デジタル版日本人名大辞典